# Кулибали, Алли
Алли Кулибали (фр. Ally Coulibaly; род. 1 января 1951[…], Niéméné, Валле-дю-Бандама[…]) — ивуарийский политический и государственный деятель, журналист и дипломат, министр иностранных дел (2020—2021).

## Биография
Родился 1 января 1951 года в Ньемене, Кот-д’Ивуар. В 1975 году окончил Университет Шейха Анты Диопа в Дакаре, где получил диплом в области журналистики.
После окончания обучения стал работать на Ивуарийском радио и телевидении, где в 1980 году занял должность главного редактора. В 1986 году он был назначен на пост председателя ивуарийского отделения Международного союза журналистов и франкоязычной прессы, а позднее был повышен до директора центрального телевидения, занимая этот пост на протяжении одного года.
Свою политическую карьеру Кулибали начал в декабре 1994 года, когда был избран в Национальное собрание на пятилетний срок. С марта по декабрь 2010 года он был специальным советником премьер-министра страны, а уже в январе 2011 года был назначен государственным послом во Франции. В июне 2012 года Кулибали получил портфель министра африканской интеграции и диаспоры и занимал эту должность в кабинетах Даниэля Дункана и Амаду Кулибали. В марте 2020 года Кулибали стал министром иностранных дел, пробыв на этом посту до апреля 2021 года.